# Ретени
Ретени — деревня в Плюсском районе Псковской области. Входит в сельское поселение Плюсская волость.

## География
Деревня расположена на левом берегу реки Плюсса, в 7 км к юго-востоку от районного центра — посёлка Плюсса. Севернее, на противоположном правом берегу Плюссы, находится деревня Погорелово.

## Население
Численность населения деревни по оценке на конец 2000 года составляла 10 жителей, по переписи 2002 года — 8 человек.